# Liste des parcs d'État de l'Oregon

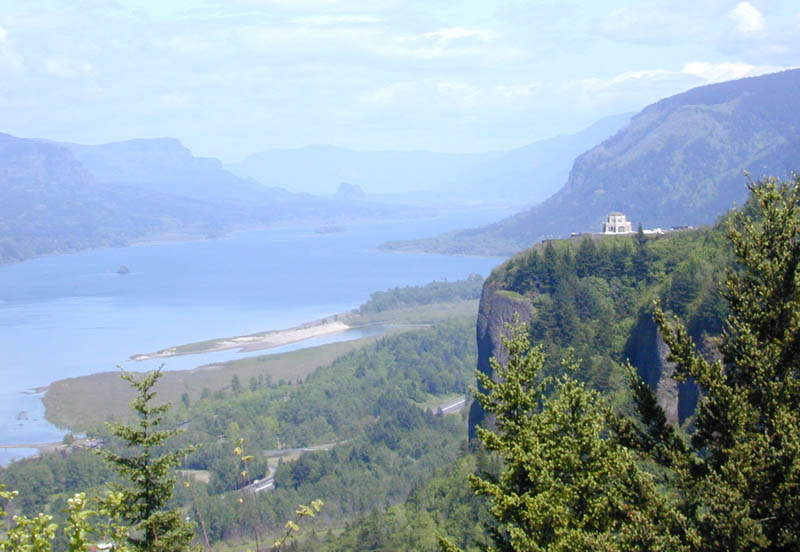
Portland Women's Forum

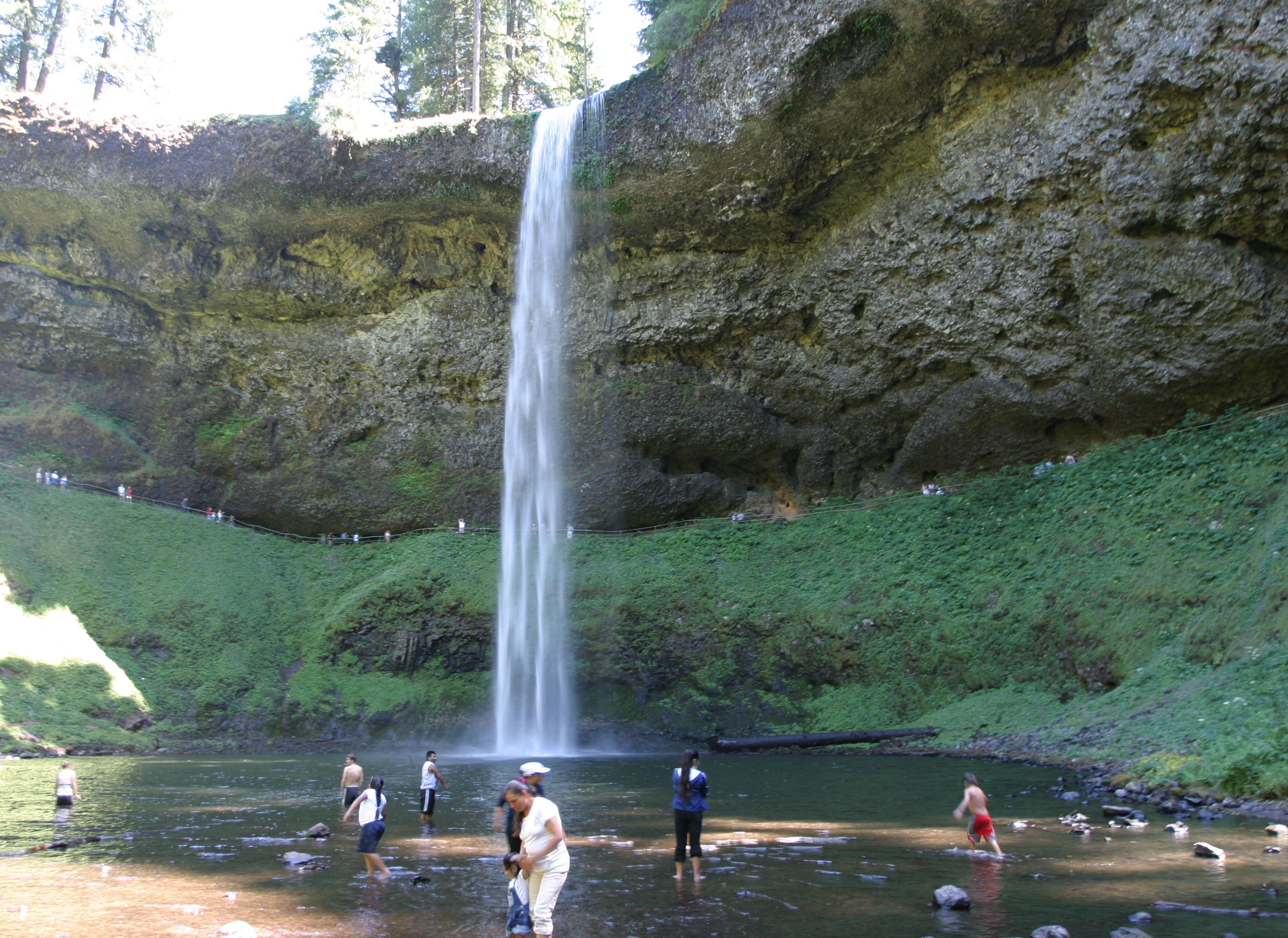
Silver Falls

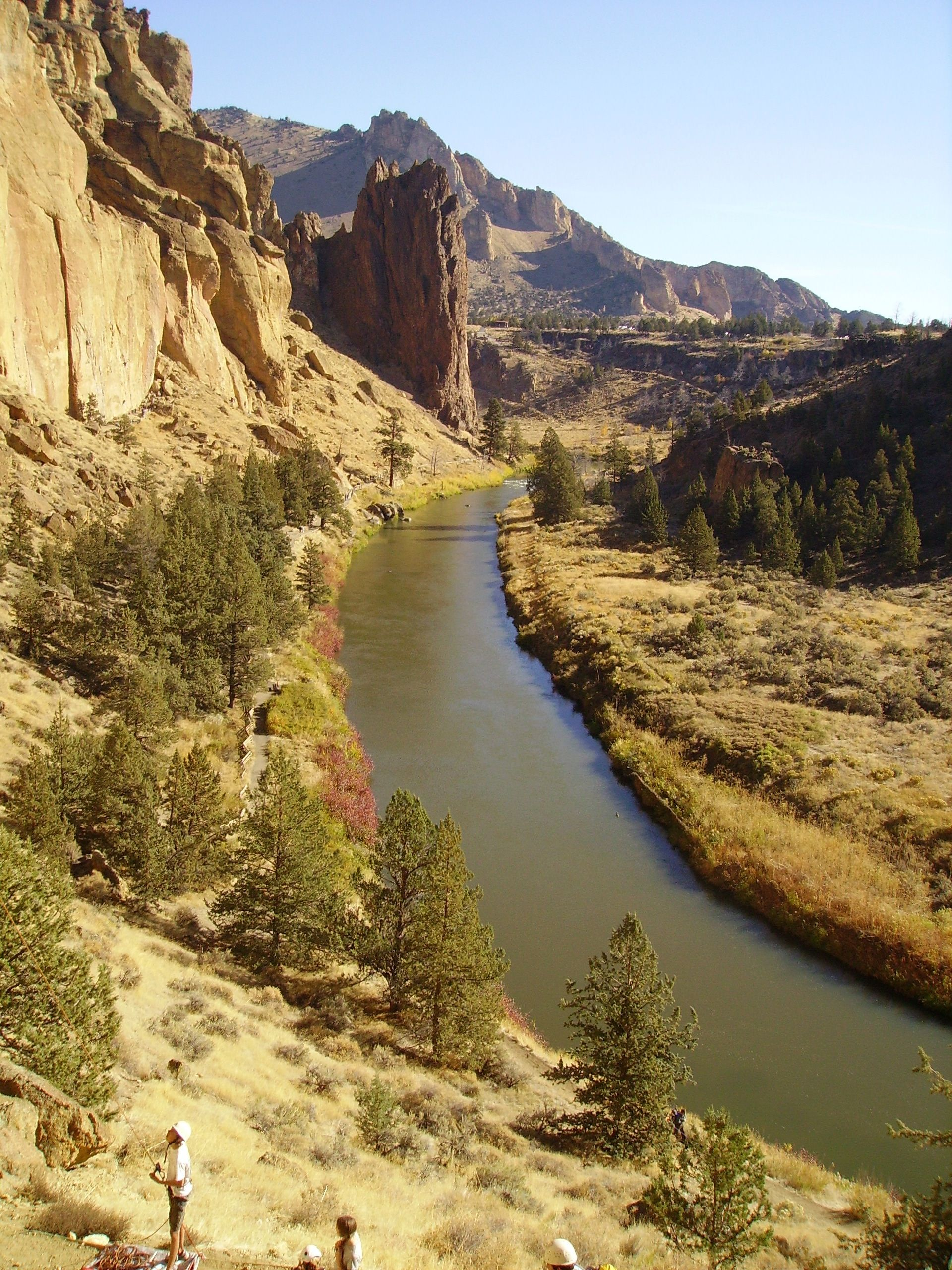
Smith Rock

Liste des parcs d'État de l'Oregon aux États-Unis d'Amérique par ordre alphabétique. Ils sont gérés par le Oregon Parks and Recreation Department.
- Agate Beach
- Ainsworth
- Alderwood
- Alfred A. Loeb
- Alsea Bay
- Arcadia Beach
- Bald Peak
- Bandon
- Banks-Vernonia
- Battle Mountain Forest
- Beachside
- Benson
- Beverly Beach
- Blue Mountain Forest
- Bob Straub
- Boiler Bay
- Bolon Island Tideways
- Bonnie Lure
- Booth
- Bradley
- Bridal Veil Falls
- Bullards Beach
- Cape Arago
- Cape Blanco
- Cape Kiwanda
- Cape Lookout
- Cape Meares
- Cape Sebastian
- Carl G. Washburne Memorial
- Cascadia
- Casey
- Clay Myers at Whalen Island
- Catherine Creek
- Champoeg
- Chandler
- Cline Falls
- Clyde Holliday
- Collier Memorial
- Coquille Myrtle Grove
- Crissey Field
- Crown Point
- D River
- Dabney
- Darlingtonia
- Del Rey Beach
- Deschutes River
- Detroit Lake
- Devils Lake
- Devils Punch Bowl
- Dexter
- Driftwood Beach
- Ecola
- Elijah Bristow
- Ellmaker
- Emigrant Springs
- Erratic Rock
- Face Rock
- Fall Creek
- Farewell Bend
- Fogarty Creek
- Fort Rock
- Fort Stevens
- Fort Yamhill
- Frenchglen Hotel
- Geisel Monument
- George W. Joseph
- Gleneden Beach
- Golden and Silver Falls
- Goose Lake
- Government Island
- Governor Patterson Memorial
- Guy W. Talbot
- H.B. Van Duzer Forest
- Harris Beach
- Hat Rock
- Heceta Head Lighthouse
- Hilgard Junction
- Historic Columbia River Highway
- Hoffman Memorial
- Holman
- Hug Point
- Humbug Mountain
- Illinois River Forks
- Jackson F. Kimball
- Jasper
- Jessie M. Honeyman Memorial
- John B. Yeon
- Joseph H. Stewart
- Kam Wah Chung
- Koberg Beach
- Lake Owyhee
- LaPine
- Lewis and Clark
- Lost Creek
- Lowell
- Manhattan Beach
- Maples
- Mary S. Young
- Maud Williamson
- Mayer
- McVay Rock
- Memaloose
- Milo McIver
- Minam
- Molalla River
- Munson Creek
- Muriel O. Ponsler Memorial
- Nehalem Bay
- Neptune
- Neskowin Beach
- North Santiam
- OC&E Woods Line
- Oceanside Beach
- Ona Beach
- Ontario
- Oswald West
- Otter Crest
- Otter Point
- Paradise Point
- Peter Skene Ogden
- Pilot Butte
- Pistol River
- Port Orford Heads
- Portland Women's Forum
- Red Bridge
- Prineville Reservoir
- Prospect
- Roads End
- Rocky Creek
- Rooster Rock
- Saddle Mountain
- Samuel H. Boardman
- Sarah Helmick
- Seal Rock
- Seneca Fouts Memorial
- Seven Devils
- Shepperd's Dell
- Shore Acres
- Silver Falls
- Smelt Sands
- Smith Rock
- South Beach
- Starvation Creek
- Stonefield Beach
- Succor Creek
- Sumpter Valley Dredge
- Sunset Bay
- Sunset Beach
- The Cove Palisades
- Tokatee Klootchman
- Tolovana Beach
- TouVelle
- Tryon Creek
- Tub Springs
- Tumalo
- Ukiah-Dale Forest
- Umpqua
- Umpqua Lighthouse
- Unity Forest
- Unity Lake
- Valley of the Rogue
- Viento
- Vinzenz Lausmann Memorial
- W. B. Nelson
- Wallowa Lake
- Wallowa Lake Highway Forest
- Wallowa River
- Washburne
- White River Falls
- William M. Tugman
- Willamette Mission
- Willamette Stone
- Winchuck
- Wolf Creek Inn
- Wygant
- Yachats
- Yachats Ocean Road
- Yaquina Bay